# Michał Saran
Michał Saran (ur. 10 kwietnia 1980 r.) – polski koszykarz pochodzący z Kłobucka, grający na pozycji skrzydłowego.

## Przebieg kariery
- do 1999: OSiR Kłobuck
- 1999-2006: Tytan Częstochowa
- 2006-2007: Sportowiec Częstochowa
- 2006-2008: Górnik Wałbrzych[1]
- 2008-2009: ŁKS Łódź
- 2009- Big Star Tychy

## Osiągnięcia
Indywidualne
- Uczestnik:
  - meczu gwiazd I ligi (2007)[2]
  - konkursu wsadów podczas meczu gwiazd I ligi (2007)